# Campeonato Panamericano de Balonmano Masculino de 1996
El VII Campeonato Panamericano de Balonmano de 1996 se disputó entre el 8 y el 13 de octubre de 1996 en Colorado Springs, Estados Unidos y es organizado por la  Federación Panamericana de Balonmano y entregó tres plazas para el Campeonato Mundial de Balonmano Masculino de 1997. Incidencias: Estados Unidos renuncia a su plaza al mundial como mejor tercero así que esa plaza se la quedó Brasil que terminó cuarto en el certamen.

## Grupos
| Grupo A        | Grupo B     |
| -------------- | ----------- |
| Estados Unidos | Cuba        |
| Brasil         | Argentina   |
| México         | Canadá      |
| Costa Rica     | Puerto Rico |

## Primera fase

### Grupo A
| Equipo         | PTS | J | G | E | P | GF | GC  | DG  |
| -------------- | --- | - | - | - | - | -- | --- | --- |
| Estados Unidos | 6   | 3 | 3 | 0 | 0 | 74 | 51  | +23 |
| Brasil         | 4   | 3 | 2 | 0 | 1 | 92 | 51  | +41 |
| México         | 2   | 3 | 1 | 0 | 2 | 70 | 72  | -2  |
| Costa Rica     | 0   | 3 | 0 | 0 | 3 | 46 | 108 | -62 |

#### Resultados
| Fecha      | Hora  | Partido³       | Partido³ | Partido³   | Resultado |
| ---------- | ----- | -------------- | -------- | ---------- | --------- |
| 8.10.1996  | 16:30 | Brasil         | -        | Costa Rica | 44-16     |
| 8.10.1996  | 18:15 | Estados Unidos | -        | México     | 25-20     |
| 9.10.1996  | 16:30 | Brasil         | -        | México     | 34-14     |
| 9.10.1996  | 18:15 | Estados Unidos | -        | Costa Rica | 28-17     |
| 10.10.1996 | 16:30 | México         | -        | Costa Rica | 36-13     |
| 10.10.1996 | 18:15 | Estados Unidos | -        | Brasil     | 21-14     |

### Grupo B
| Equipo      | PTS | J | G | E | P | GF | GC  | DG  |
| ----------- | --- | - | - | - | - | -- | --- | --- |
| Cuba        | 6   | 3 | 3 | 0 | 0 | 95 | 49  | +46 |
| Argentina   | 4   | 3 | 2 | 0 | 1 | 75 | 57  | +18 |
| Canadá      | 2   | 3 | 1 | 0 | 2 | 69 | 66  | +3  |
| Puerto Rico | 0   | 3 | 0 | 0 | 3 | 43 | 110 | -67 |

#### Resultados
| Fecha      | Hora  | Partido³  | Partido³ | Partido³    | Resultado |
| ---------- | ----- | --------- | -------- | ----------- | --------- |
| 8.10.1996  | 13:00 | Cuba      | -        | Puerto Rico | 44-16     |
| 8.10.1996  | 14:45 | Argentina | -        | Canadá      | 25-20     |
| 9.10.1996  | 13:00 | Argentina | -        | Puerto Rico | 34-14     |
| 9.10.1996  | 14:45 | Cuba      | -        | Canadá      | 28-17     |
| 10.10.1996 | 13:00 | Canadá    | -        | Puerto Rico | 32-13     |
| 10.10.1996 | 14:45 | Cuba      | -        | Argentina   | 23-16     |

### 5º al 8º puesto
| Fecha      | Hora² | Partido¹ | Partido¹ | Partido¹    | Resultado |
| ---------- | ----- | -------- | -------- | ----------- | --------- |
| 12.10.1996 | 13:00 | México   | -        | Puerto Rico | 28-26     |
| 12.10.1996 | 14:45 | Canadá   | -        | Costa Rica  | 30-13     |

### 7º/8º puesto
| Fecha      | Hora² | Partido¹    | Partido¹ | Partido¹   | Resultado |
| ---------- | ----- | ----------- | -------- | ---------- | --------- |
| 13.10.1996 | 11:05 | Puerto Rico | -        | Costa Rica | 21-20     |

### 5º/6º puesto
| Fecha      | Hora² | Partido¹ | Partido¹ | Partido¹ | Resultado |
| ---------- | ----- | -------- | -------- | -------- | --------- |
| 13.10.1996 | 14:45 | Canadá   | -        | México   | 26-19     |

## Fase final

### Semifinales
| Fecha      | Hora² | Partido³  | Partido³ | Partido³       | Resultado |
| ---------- | ----- | --------- | -------- | -------------- | --------- |
| 12.10.1996 | 16:30 | Argentina | -        | Estados Unidos | 20-15     |
| 12.10.1996 | 18:15 | Cuba      | -        | Brasil         | 21-18     |

### 3º/4º puesto
| Fecha      | Hora² | Partido¹       | Partido¹ | Partido¹ | Resultado |
| ---------- | ----- | -------------- | -------- | -------- | --------- |
| 13.10.1996 | 16:30 | Estados Unidos | -        | Brasil   | 23-22     |

### Final
| Fecha      | Hora² | Partido³ | Partido³ | Partido³  | Resultado |
| ---------- | ----- | -------- | -------- | --------- | --------- |
| 13.10.1996 | 18:15 | Cuba     | -        | Argentina | 28-24     |

| Cuba           |
| Campeón        |
| Cuba 7° título |

### Clasificación general
| Cuba           |
| Argentina      |
| Estados Unidos |
| 4. Brasil      |
| 5. Canadá      |
| 6. México      |
| 7. Puerto Rico |
| 8. Costa Rica  |

## Clasificados al Mundial 1997
| Bandera de Cuba | Bandera de Argentina | Bandera de Brasil |
| Cuba            | Argentina            | Brasil            |
| --------------- | -------------------- | ----------------- |